# Prix Mainichi du meilleur film
Cet article liste les films ayant reçu le prix du meilleur film aux Prix du film Mainichi.
La cérémonie étant tôt dans l'année, en février, le prix concerne des œuvres de l'année précédente. Les dates mentionnées ici ne sont donc pas celles de la cérémonie mais celles du prix.

## Palmarès
| Année | Film                            | Réalisateur                    |
| ----- | ------------------------------- | ------------------------------ |
| 1946  | Aru yo no tonosama              | Teinosuke Kinugasa             |
| 1947  | Encore une fois                 | Heinosuke Gosho                |
| 1948  | L'Ange ivre                     | Akira Kurosawa                 |
| 1949  | Printemps tardif                | Yasujirō Ozu                   |
| 1950  | Quand nous nous reverrons...    | Tadashi Imai                   |
| 1951  | Le Repas                        | Mikio Naruse                   |
| 1952  | Vivre                           | Akira Kurosawa                 |
| 1953  | Eaux troubles                   | Tadashi Imai                   |
| 1954  | Vingt-quatre prunelles          | Keisuke Kinoshita              |
| 1955  | Nuages flottants                | Mikio Naruse                   |
| 1956  | Ombres en plein jour            | Tadashi Imai                   |
| 1957  | Gens de rizière                 | Tadashi Imai                   |
| 1958  | La Ballade de Narayama          | Keisuke Kinoshita              |
| 1959  | Kiku et Isamu                   | Tadashi Imai                   |
| 1960  | Tendre et folle adolescence     | Kon Ichikawa                   |
| 1961  | La Prière du soldat             | Masaki Kobayashi               |
| 1962  | Hara-kiri                       | Masaki Kobayashi               |
| 1963  | Entre le ciel et l'enfer        | Akira Kurosawa                 |
| 1964  | La Femme des sables             | Hiroshi Teshigahara            |
| 1965  | Barberousse                     | Akira Kurosawa                 |
| 1966  | La Tour d'ivoire                | Satsuo Yamamoto                |
| 1967  | Rébellion                       | Masaki Kobayashi               |
| 1968  | Profonds désirs des dieux       | Shōhei Imamura                 |
| 1969  | Double suicide à Amijima        | Masahiro Shinoda               |
| 1970  | Kazoku                          | Yōji Yamada                    |
| 1971  | Silence                         | Masahiro Shinoda               |
| 1972  | Shinobu kawa                    | Kei Kumai                      |
| 1973  | La Ballade de Tsugaru           | Kōichi Saitō                   |
| 1974  | Le Vase de sable                | Yoshitarō Nomura               |
| 1975  | Les Fossiles                    | Masaki Kobayashi               |
| 1976  | Fumō chitai                     | Satsuo Yamamoto                |
| 1977  | Les Mouchoirs jaunes du bonheur | Yōji Yamada                    |
| 1978  | L'Incident                      | Yoshitarō Nomura               |
| 1979  | Le Col Nomugi                   | Satsuo Yamamoto                |
| 1980  | Kagemusha, l'ombre du guerrier  | Akira Kurosawa                 |
| 1981  | La Rivière de boue              | Kōhei Oguri                    |
| 1982  | La Marche de Kamata             | Kinji Fukasaku                 |
| 1983  | Furyo                           | Nagisa Ōshima                  |
| 1984  | W no higeki                     | Shin'ichirō Sawai              |
| 1985  | Ran                             | Akira Kurosawa                 |
| 1986  | La Mer et le Poison             | Kei Kumai                      |
| 1987  | L'Inspectrice des impôts        | Jūzō Itami                     |
| 1988  | Mon voisin Totoro               | Hayao Miyazaki                 |
| 1989  | Pluie noire                     | Shōhei Imamura                 |
| 1990  | Childhood Days                  | Masahiro Shinoda               |
| 1991  | Musuko                          | Yōji Yamada                    |
| 1992  | Shiko funjatta                  | Masayuki Suo                   |
| 1993  | De quel côté est la lune ?      | Yōichi Sai                     |
| 1994  | A Dedicated Life                | Kazuo Hara                     |
| 1995  | Le Testament du soir            | Kaneto Shindō                  |
| 1996  | Shall We Dance?                 | Masayuki Suo                   |
| 1997  | Princesse Mononoké              | Hayao Miyazaki                 |
| 1998  | Ai o kōhito                     | Hideyuki Hirayama              |
| 1999  | Poppoya                         | Yasuo Furuhata                 |
| 2000  | Le Visage                       | Junji Sakamoto                 |
| 2001  | Le Voyage de Chihiro            | Hayao Miyazaki                 |
| 2002  | Le Samouraï du crépuscule       | Yōji Yamada                    |
| 2003  | Akame 48 Waterfalls             | Genjirō Arato                  |
| 2004  | Blood and Bones                 | Yōichi Sai                     |
| 2005  | Pacchigi!                       | Kazuyuki Izutsu                |
| 2006  | Yureru                          | Miwa Nishikawa                 |
| 2007  | Soredemo boku wa yattenai       | Masayuki Suo                   |
| 2008  | Departures                      | Yōjirō Takita                  |
| 2009  | Shizumanu taiyō                 | Setsurō Wakamatsu              |
| 2010  | Akunin                          | Lee Sang-il                    |
| 2011  | Postcard                        | Kaneto Shindō                  |
| 2012  | A Terminal Trust                | Masayuki Suo                   |
| 2013  | Fune o amu                      | Yūya Ishii                     |
| 2014  | Watashi no otoko                | Kazuyoshi Kumakiri             |
| 2015  | Three Stories of Love (en)      | Ryōsuke Hashiguchi             |
| 2016  | Godzilla Resurgence             | Hideaki Anno et Shinji Higuchi |
| 2017  | Hanagatami                      | Nobuhiko Ōbayashi              |
| 2018  | Une affaire de famille          | Hirokazu Kore-eda              |
| 2019  | Listen to the Universe          | Kei Ishikawa                   |
| 2020  | Le Lien du sang                 | Tatsushi Ōmori                 |
| 2021  | Drive My Car                    | Ryūsuke Hamaguchi              |
| 2022  | Small, Slow But Steady          | Shō Miyake                     |

## Récompenses multiples
Plusieurs réalisateurs ont été plus d'une fois primés :
- Akira Kurosawa, six fois ;
- Tadashi Imai, cinq fois ;
- Masaki Kobayashi, Yōji Yamada et Masayuki Suo, quatre fois ;
- Satsuo Yamamoto, Masahiro Shinoda et Hayao Miyazaki, trois fois ;
- Mikio Naruse, Keisuke Kinoshita, Shōhei Imamura, Kei Kumai, Yoshitarō Nomura et Kaneto Shindō, deux fois.